# Yukarıboğaz, Yenipazar
Yukarıboğaz là một xã thuộc huyện Yenipazar, tỉnh Bilecik, Thổ Nhĩ Kỳ. Dân số thời điểm năm 2011 là 151 người.